# Puerto Varas
Puerto Varas és una ciutat de Xile que es troba a la província de Llanquihue (regió de Los Lagos). Fou creada a partir de la colonització alemanya amb immigrants que es van instal·lar a la vora del llac Llanquihue entre els anys 1852 i 1853.